# Нововодолазька селищна рада
Нововодола́зька се́лищна ра́да — адміністративно-територіальна одиниця та орган місцевого самоврядування в Нововодолазькому районі Харківської області. Адміністративний центр — селище міського типу Нова Водолага.

## Загальні відомості
Нововодолазька селищна рада утворена в 1938 році.
- Територія ради: 85,07 км²
- Населення ради: 16 420 осіб (станом на 2001 рік)
- Територією ради протікає річка Вільхуватка.

## Населені пункти
Селищній раді підпорядковані населені пункти:
- смт Нова Водолага
- с. Новоселівка

### Колишні населені пункти
- Запорізьке
- Іваненки

## Склад ради
Рада складається з 26 депутатів та голови.
- Голова ради: Єсін Олександр Сергійович

### Керівний склад попередніх скликань
| Прізвище, ім'я, по батькові  | Основні відомості                                                        | Дата обрання | Дата звільнення |
| ---------------------------- | ------------------------------------------------------------------------ | ------------ | --------------- |
| Ротач Світлана Олександрівна | Селищний голова, 1967 року народження, позапартійна                      | 26.03.2006   | 17.04.2010      |
| Єсін Олександр Сергійович    | Селищний голова, 1983 року народження, освіта вища, член Партії регіонів | 31.10.2010   |                 |

Примітка: таблиця складена за даними сайту Верховної Ради України

### Депутати
За результатами місцевих виборів 2010 року депутатами ради стали:

#### За суб'єктами висування
| Суб'єкт висування            | Кількість обраних депутатів | %    |
| ---------------------------- | --------------------------- | ---- |
| Самовисування                | 25                          | 83,3 |
| Партія регіонів              | 2                           | 6,7  |
| Аграрна партія України       | 1                           | 3,3  |
| Партія «Відродження»         | 1                           | 3,3  |
| Соціалістична партія України | 1                           | 3,3  |

#### За округами
| № округу                     | Прізвище, ім'я, по батькові       | Дата визнання обраним | Освіта  | Партійна приналежність                              | Відомості про обраного депутата                                                                       |
| ---------------------------- | --------------------------------- | --------------------- | ------- | --------------------------------------------------- | --- |
| Аграрна партія України       |                                   |                       |         |                                                     | |
| 2                            | Явдокименко Микола Миколайович    | 04.11.2010            | вища    | член Аграрної партії України                        | ФОП Явдокименко М. Н., приватний підприємець                                                          |
| Партія «ВІДРОДЖЕННЯ»         |                                   |                       |         |                                                     | |
| 17                           | Зощук Олена Георгіївна            | 04.11.2010            | вища    | член Партії «ВІДРОДЖЕННЯ»                           | Південна залізниця, чергова по станції                                                                |
| Партія регіонів              |                                   |                       |         |                                                     | |
| 8                            | Кузьоменський Олег Борисович      | 10.01.2011            | вища    | член Партії регіонів                                | Районна державна адміністрація, заступник голови                                                      |
| 25                           | Степаненко Наталія Євгеніївна     | 25.02.2013            | вища    | член Партії регіонів                                | Нововодолазька селищна рада, спеціаліст виконкому                                                     |
| Соціалістична партія України |                                   |                       |         |                                                     | |
| 15                           | Бондаренко Анатолій Дмитрович     | 04.11.2010            | вища    | член Соціалістичної партії України                  | Нововодолазька філія ВАТ «Харківгаз», інженер з охорони праці                                         |
| Самовисування                |                                   |                       |         |                                                     | |
| 1                            | Котенко Віктор Олексійович        | 04.11.2010            | вища    | позапартійний                                       | Нововодо-лазька центральна лікарня, лікар -психіатр                                                   |
| 3                            | Божедай Віктор Дмитрович          | 04.11.2010            | вища    | член Соціалістичної партії України                  | Нововодолазька районна державна адміністрація, начальник відділу з питань фізичної культури та спорту |
| 4                            | Сургай Ольга Миколаївна           | 04.11.2010            | вища    | позапартійна                                        | ЦхТП № 8 Харківської філії ВАТ «Укртелеком», начальник відділення «Телекомсервіс» № 1                 |
| 5                            | Огурцов Сергій Іванович           | 04.11.2010            | вища    | член Соціалістичної партії України                  | Нововодолазька ЦРЛ, лікар стоматолог                                                                  |
| 6                            | Ярова Валентина Миколаївна        | 04.11.2010            | вища    | позапартійна                                        | Аптека «Дяченко», завідувачка                                                                         |
| 7                            | Світличний Анатолій Миколайович   | 10.01.2011            | середня | позапартійний                                       | ЧП «Станіца», голова                                                                                  |
| 9                            | Несміян Наталія Анатоліївна       | 04.11.2010            | вища    | член Партії регіонів                                | ТОВ «Терра-інвест», комерційний директор                                                              |
| 10                           | Воровік Любов Володимирівна       | 04.11.2010            | вища    | член Партії регіонів                                | Управління Пенсійного фонду в Нововодолазькому районі, начальник                                      |
| 11                           | Лиган Володимир Олексійович       | 04.11.2010            | вища    | член Соціалістичної партії України                  | приватний підприємець                                                                                 |
| 12                           | Харчевнікова Тетяна Миколаївна    | 04.11.2010            | вища    | позапартійна                                        | КП Нововодолазьке Архітектурно-інвентаризаційне бюро, в.о. директора                                  |
| 13                           | Семенко Олександр Михайлович      | 04.11.2010            | вища    | позапартійний                                       | приватний підприємець                                                                                 |
| 14                           | Червоний Володимир Степанович     | 04.11.2010            | вища    | позапартійний                                       | Нововодолазька селищна рада, спеціаліст                                                               |
| 16                           | Вовк Віталій Анатолійович         | 04.11.2010            | вища    | позапартійний                                       | Нововодолазький РЕМ АК «Харківобленерго», диспетчер                                                   |
| 18                           | Зінченко Євгеній Юрійович         | 04.11.2010            | вища    | позапартійний                                       | Нововодолазька ЦРЛ, лікар — отоларинголог                                                             |
| 19                           | Огульчанський Віктор Андрійович   | 04.11.2010            | вища    | член Політичної партії «Європейська партія України» | Центр обслуговування клієнтів ПР АТ "Страхова компанія «Статус», директор                             |
| 20                           | Тітаренко Володимир Петрович      | 04.11.2010            | вища    | член Партії регіонів                                | МПП «Блок», директор                                                                                  |
| 21                           | Людоговський Максим Костянтинович | 04.11.2010            | вища    | позапартійний                                       | СФТ Людоговського К. І., член СФТ                                                                     |
| 22                           | Варжеленко Віта Олександрівна     | 04.11.2010            | вища    | член Всеукраїнського об'єднання «Батьківщина»       | Нововодолазька загальноосвітня школа І-ІІІ ст. № 2, заступник директора з навчально-виховної роботи   |
| 23                           | Пріхна Віталій Анатолійович       | 04.11.2010            | вища    | член Соціалістичної партії України                  | РСТК ТСО України, майстер практичного навчання                                                        |
| 24                           | Чернецький Юрій Іванович          | 04.11.2010            | вища    | позапартійний                                       | Нововодолазьке водопровідно-каналізаційне підприємство, директор                                      |
| 26                           | Головаш Зінаїда Олексіївна        | 04.11.2010            | вища    | позапартійна                                        | приватний підприємець                                                                                 |
| 27                           | Кузнецов Андрій Григорович        | 04.11.2010            | вища    | позапартійний                                       | Новоселівська загальноосвітня школа І-ІІІ ст., вчитель фізики                                         |
| 28                           | Бережна Алла Володимирівна        | 04.11.2010            | вища    | позапартійна                                        | Новоселівська лікарська амбулаторія, фельдшер                                                         |
| 29                           | Нестеренко Олег Анатолійович      | 04.11.2010            | вища    | позапартійний                                       | ПП «Агро-Новоселівка-2009», директор                                                                  |
| 30                           | Ярошенко Лідія Іванівна           | 04.11.2010            | вища    | позапартійна                                        | Нововодолазький селищний будинок культури с. Новоселівка, директор                                    |